# Kołowy Szczyt

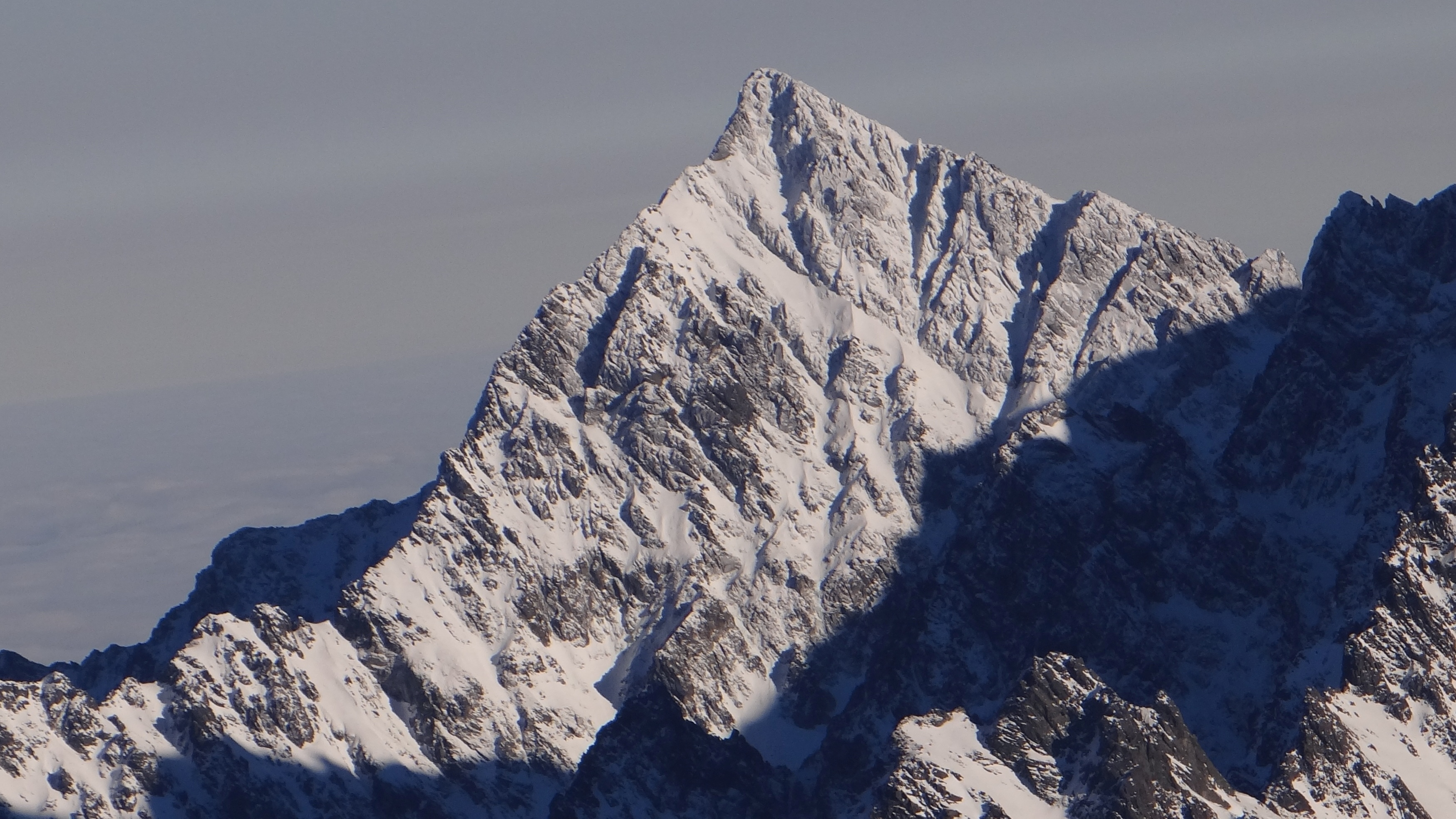
Kołowy Szczyt w widoku z Rysów

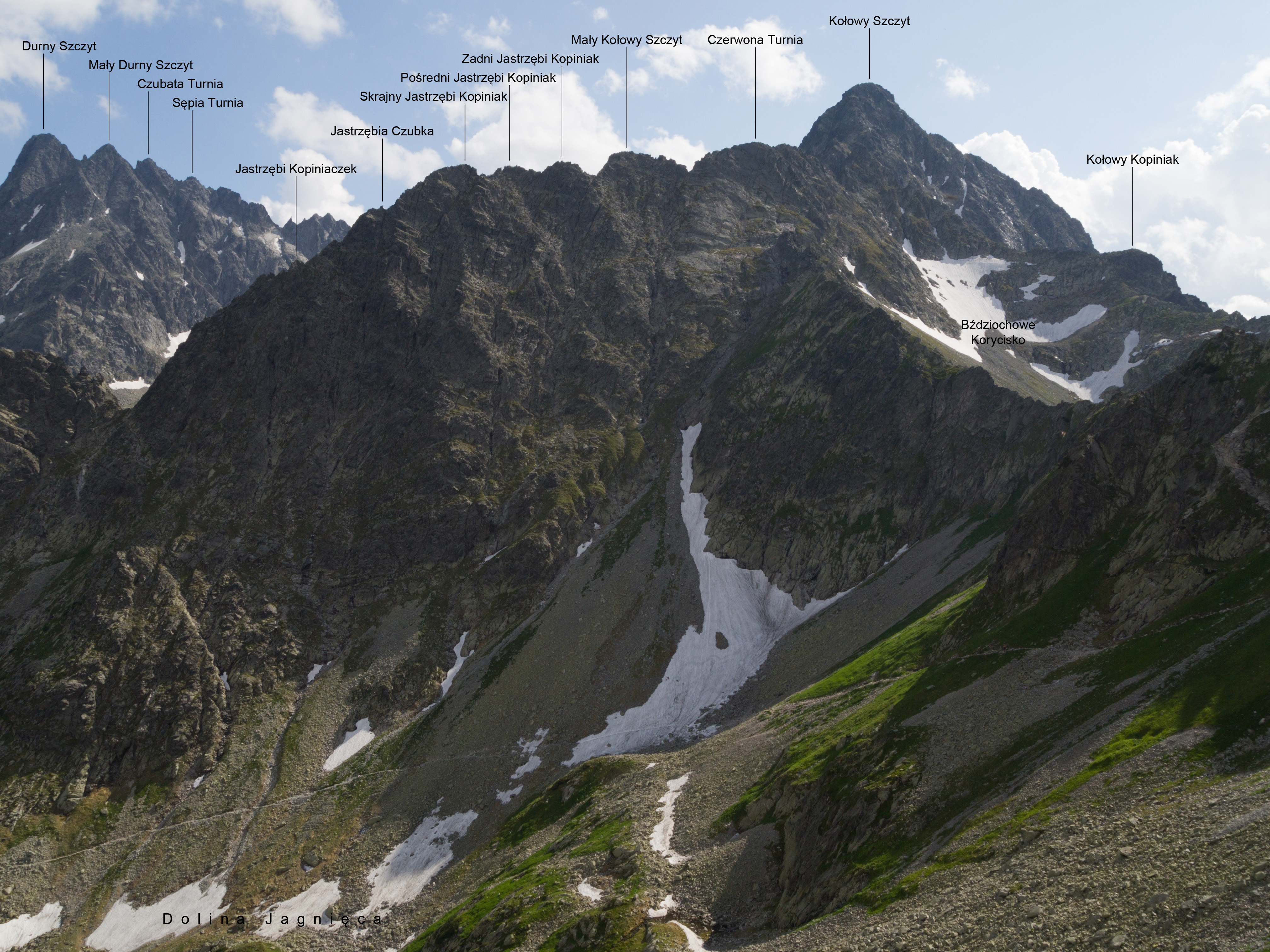
Kołowy Szczyt i Jastrzębia Grań. Widok z Koziej Grani

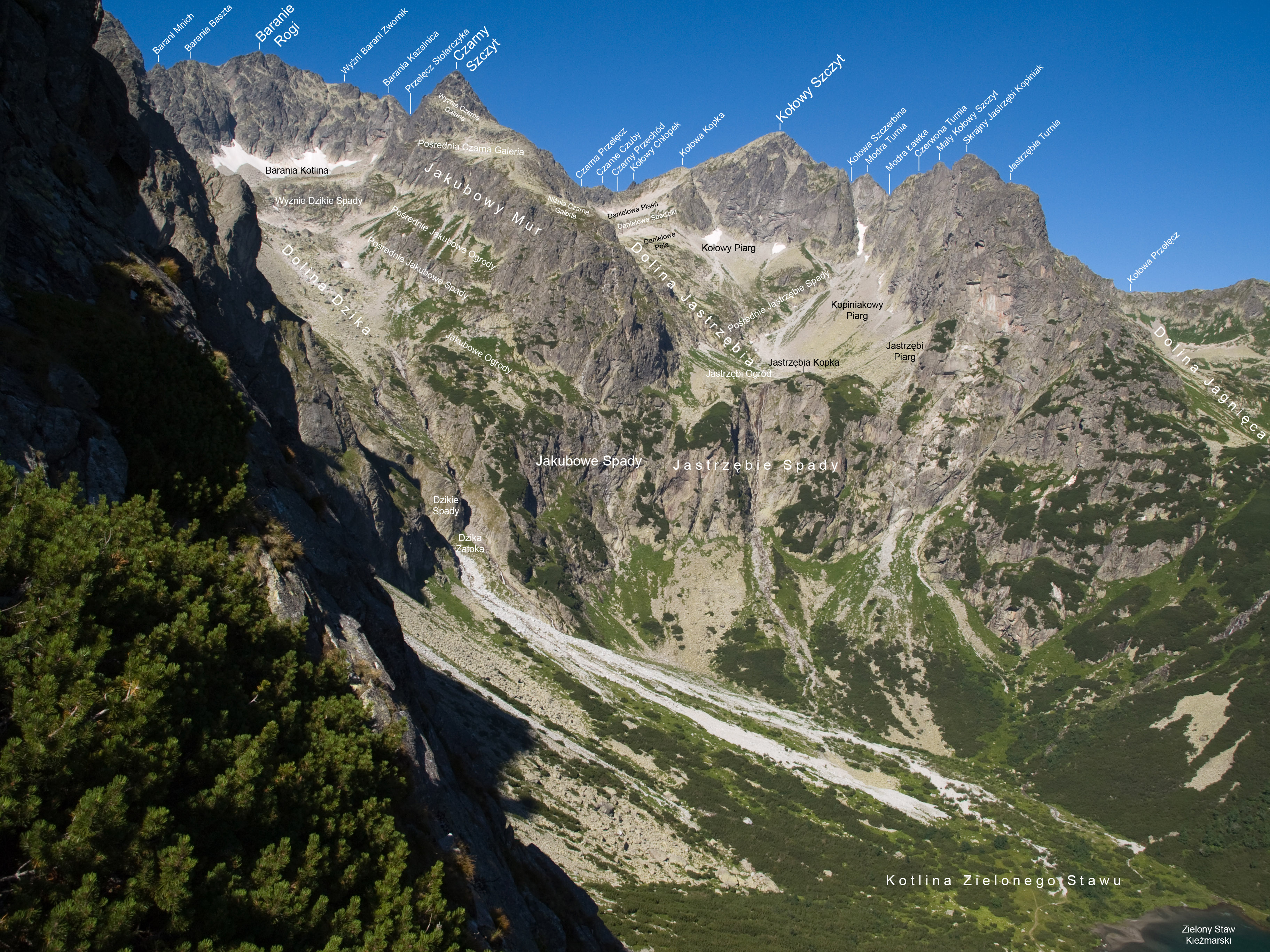
Kołowy Szczyt ponad Doliną Jastrzębią

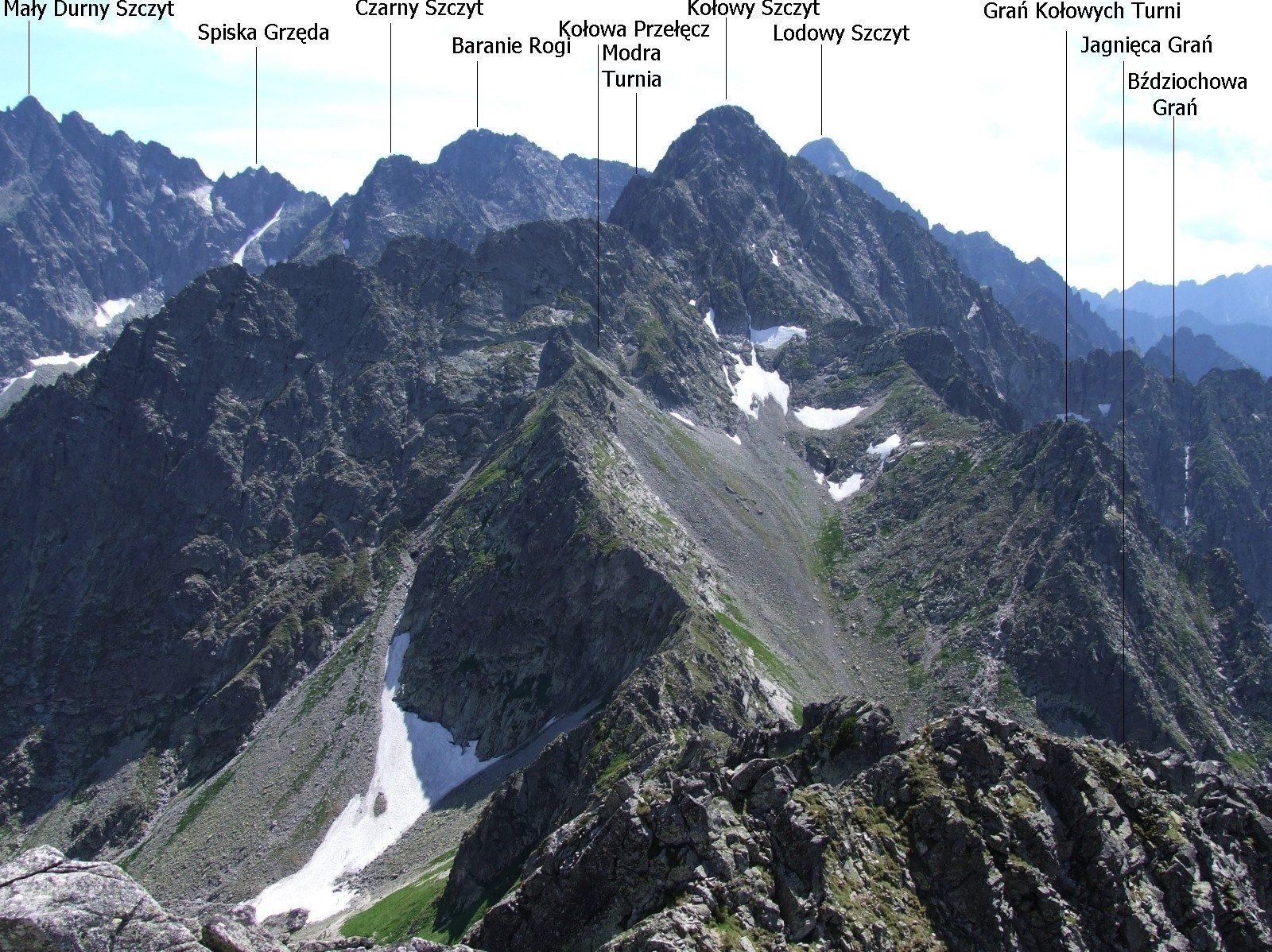
Widok na masyw Kołowego Szczytu z Jagnięcego Szczytu

Kołowy Szczyt (słow. Kolový štít, niem. Rotseespitze, węg. Vörös-tavi-csúcs) – szczyt o wysokości 2419 m n.p.m. (według wcześniejszych pomiarów 2418 m) położony w głównej grani Tatr, w słowackiej części Tatr Wysokich. Jest to przedostatni (przed Jagnięcym Szczytem) z dużych masywów na północno-wschodnim krańcu grani głównej Tatr Wysokich. Od położonego na południe od niego Czarnego Szczytu jest oddzielony Czarną Przełęczą, od masywu Jagnięcego Szczytu natomiast – Kołową Przełęczą. W grani opadającej na Kołową Przełęcz znajdują się dwie duże turnie, uznawane za samodzielne szczyty: Modra Turnia (Zmrzlá veža, 2314 m) i Czerwona Turnia (Belasá veža, 2290 m). Oba te wzniesienia oraz sam wierzchołek Kołowego Szczytu są zwornikami dla bocznych grani. Cały masyw od Czarnej Przełęczy do Kołowej Przełęczy w grani głównej zajmuje odcinek o długości ok. 1 kilometra.

## Topografia
Kołowy Szczyt ma charakterystyczny kształt symetrycznej, lekko pochylonej piramidy o zaokrąglonej kopule szczytowej. Masyw jest zbudowany z granitów, dzięki czemu skały mają nieco jaśniejszą barwę niż w szczytach położonych dalej na południe.
Szczyt wznosi się bezpośrednio ponad trzema dolinami, którymi są:
- na południowym zachodzie: Dolina Czarna Jaworowa – odgałęzienie Doliny Jaworowej,
- na północy: Dolina Kołowa i jej górne piętro, Bździochowa Kotlina – odgałęzienie Doliny Zadnich Koperszadów,
- na wschodzie: Dolina Jastrzębia – górne piętro Doliny Zielonej Kieżmarskiej, odgałęzienia Doliny Kieżmarskiej.

Pod Modrą i Czerwoną Turnię podchodzą ponadto Bździochowe Korycisko (odgałęzienie Doliny Kołowej) od północy i Dolina Jagnięca (odgałęzienie Doliny Zielonej Kieżmarskiej) od północnego wschodu.
W grani opadającej na południe do Czarnej Przełęczy (Čierne sedlo, Nižné Čierne sedlo) znajdują się kolejno:
- Przełączka za Kołową Kopką (Štrbina za Kolovou kôpkou),
- Kołowa Kopka (Kolová kôpka),
- Czarny Przechód (Čierne sedlo, Vyšné Čierne sedlo),
- Czarne Czuby (Čierne zuby).

Po zachodniej stronie tej grani, poniżej Kołowej Kopki i Czarnego Przechodu, wznosi się Kołowy Chłopek (Kolový chlapík).
Za Kołowym Szczytem grań główna skręca nieco ku wschodowi. Znajdują się w niej kolejno:
- Zadnie Kołowe Wrótka (Zadné kolové vrátka),
- Kołowe Czubki (Kolové zuby):
  - Zadnia Kołowa Czubka (Zadný kolový zub),
  - Pośrednie Kołowe Wrótka (Prostredné kolové vrátka),
  - Pośrednia Kołowa Czubka (Prostredný kolový zub),
  - Skrajne Kołowe Wrótka (Predné kolové vrátka),
  - Skrajna Kołowa Czubka (Predný kolový zub),
- Kołowa Szczerbina (Kolová štrbina),
- Modra Turnia (Zmrzlá veža), od której odchodzi w kierunku północno-zachodnim Kołowa Grań (Kolový hrebeň), schodząca do Doliny Kołowej; najbliższym wzniesieniem w tej grani jest Kołowy Kopiniak, oddzielony Modrą Szczerbiną i Kołową Bramą,
- Modra Ławka (Zmrzlé sedlo),
- Czerwona Turnia (Belasá veža), od której odchodzi w kierunku wschodnim Jastrzębia Grań (Karbunkulový hrebeň), rozgraniczająca należące do systemu Doliny Kieżmarskiej Dolinę Jagnięcą i Dolinę Jastrzębią; najbliższym wzniesieniem w tej grani jest Mały Kołowy Szczyt, oddzielony Czerwoną Przełączką,
- Czerwona Szczerbina,
- Kołowa Przełęcz (Kolové sedlo)[7][3].

Od samego wierzchołka Kołowego Szczytu odchodzi północno-zachodnia boczna grań: Bździochowa Grań (hrebeň Sviniek), w której najwybitniejsze szczyty to Świnka (Svinka, 2165 m), Bździochowa Kopa (Kopa brán, 2025 m) i Żółta Czuba (Žltá kopa, 1936 m). Świnkę od Kołowego Szczytu oddzielają (kolejno ku szczytowi) Skrajna Świnkowa Szczerbina, Wyżnia Bździochowa Brama i Zadnia Świnkowa Szczerbina.

### Ściany Kołowego Szczytu
Południowo-zachodnia ściana masywu ma ok. 250 m wysokości i opada do Doliny Czarnej Jaworowej, w okolice Czarnych Młak i Czarnego Bańdziocha. Jest ona na całej wysokości przecięta ukośnym, długim piarżystym zachodem, prowadzącym na zachodnią grań szczytu. W rejonie tym wyróżnia się wybitny żleb opadający spod Przełączki za Kołową Kopką. Drugi długi żleb spada spod samego wierzchołka i kończy się u dołu urwiskiem.
Ściana północno-zachodnia ma wysokość ok. 500 m i jest skierowana ku Bździochowej Kotlinie – górnemu piętru Doliny Kołowej. Jest ograniczona żlebami, które spadają z Zadniej Świnkowej Szczerbiny w Bździochowej Grani i Kołowej Szczerbiny w grani głównej. W jej lewej części ponad żlebem opadającym z Kołowej Szczerbiny znajduje się wybitny komin.
Zdecydowanie najbardziej urozmaicona jest wschodnia ściana Kołowego Szczytu. Jej wysokość dochodzi do 250 m, jednak w większości miejsc jest mniejsza niż 200 m. Ściana rozlega się pomiędzy dwoma ogromnymi filarami. Prawy z nich wznosi się ponad wylotem żlebu spod Modrej Turni i kulminuje w wierzchołku Kołowego Mnicha. Wyżej przekształca się w żebro biegnące aż do wierzchołka Pośredniej Kołowej Czubki. Lewy filar wschodniej ściany Kołowego Szczytu opada spod wierzchołka Kołowej Kopki i jest w części górnej mało stromy (ma charakter trawiasto-skalistej grzędy), a w dolnej urwisty i skalisty. Powyższe filary są oddzielone od środkowej części ściany dwoma depresjami: prawą Pośrednią Kołową Drabiną i lewą Zadnią Kołową Drabiną. Pierwsza z nich wznosi się do Skrajnego Kołowego Ogródka poniżej Kołowymi Czubkami, druga sięga po Przełączkę za Kołową Kopką. Trzecią z Kołowych Drabin jest Skrajna Kołowa Drabina – wybitna półka prowadząca ukosem przez wschodni filar Pośredniej Kołowej Czubki do żlebu opadającego spod Modrej Turni.
Ściana wschodnia pomiędzy Pośrednią i Zadnią Kołową Drabiną dzieli się na trzy piętra. Dolne jest ukształtowane przez szerokie urwiska, u góry zakończone przewieszkami. W jego lewej części wyróżnia się wybitny czarny kominek. Środkowe piętro jest urwiskiem utworzonych ze skalnych płyt, w których tkwią trzy wielkie Kołowe Baszty. Piętro górne jest mniej strome, a u jego podnóża rozlegają się trzy Kołowe Ogródki:
- po prawej: Skrajny Kołowy Ogródek ponad Pośrednią Kołową Drabiną,
- pośrodku: Pośredni Kołowy Ogródek,
- po lewej: Zadni Kołowy Ogródek.

Kołowe Baszty właściwie nie są turniami, jednak mają podobny charakter. Są to kolejno od prawej:
- Skrajna Kołowa Baszta (Pravá veža), oddzielona od górnego piętra Skrajnym Ogródkowym Przechodem,
- Pośrednia Kołowa Baszta (Prostredná veža), oddzielona Pośrednim Ogródkowym Przechodem,
- Zadnia Kołowa Baszta (Ľavá veža), oddzielona Zadnim Ogródkowym Przechodem.

W prawej części opisywanej ściany znajduje się trójkątne urwisko pomiędzy dolną częścią wschodniego filara Pośredniej Kołowej Czubki a Pośrednią Kołową Drabiną. Jest ono podzielone na dwie części długą rysą. Wyższa część prawa jest równocześnie wschodnią ścianą Kołowego Mnicha (Kolová vežička), natomiast lewa stanowi wschodnią ścianę Kołowego Mniszka. Pomiędzy tymi dwoma formacjami (o charakterze podobnym do Kołowych Baszt) znajduje się Mnichowy Karb, z którego opada wspomniana rysa.

## Turystyka i taternictwo
Na Kołowy Szczyt nie prowadzą żadne szlaki turystyczne. Najciekawsza dla taterników jest jego ściana wschodnia. Widok z wierzchołka jest stosunkowo rozległy i ciekawy. Najdogodniej jest wejść na niego południową granią od strony Czarnego Przechodu.
Drogi we wschodniej ścianie są (poza drogą prowadzącą Pośrednią Kołową Drabiną), bardzo trudne (co najmniej IV w skali UIAA).

## Historia i nazewnictwo
Pierwsze wejścia nie zostały odnotowane. Najprawdopodobniej już w XVIII wieku na szczycie byli poszukiwacze skarbów oraz myśliwi z Jurgowa. Pierwsze zarejestrowane wejścia:
- letnie, niepewne – Christian Genersich i przewodnik Jakob Fabri senior, w latach 1797–1800,
- letnie, pewne – Stanisław Staszic i przewodnicy z Jurgowa, w 1804 r.,
- zimowe – Gyula Hefty i István Laufer, 25 marca 1912 r.[3]

Nazwa szczytu pochodzi od Kołowego Stawu, położonego w Dolinie Kołowej. Bronisław Rajchman podawał, że została ona nadana w 1877 r. przez członków wyprawy Tytusa Chałubińskiego, jednak już w 1854 r. używał jej (niezbyt precyzyjnie) Ludwik Zejszner. Dawniej szczytowi nadawano też inne nazwy: Kołowy Wierch, Czerwonostawiański Szczyt (od Czerwonego Stawu w Dolinie Jagnięcej), Czerwona Turnia (dziś nazwa przesunięta na mniej wybitny obiekt), Czerwonostawiańska Turnia, Szczyt Czerwonego Jeziora. Nazwy związany z Czerwonym Stawem powstały, zanim Modrą i Czerwoną Turnię uznano za samodzielne obiekty – w tym ujęciu Kołowy Szczyt leży ponad Doliną Jagnięcą. Nazwy niemiecka i węgierska również odnoszą się do Czerwonego Stawu i funkcjonują do dzisiaj. Nazwa Małego Kołowego Szczytu funkcjonuje od 1899 r.
W 1904 r. Janusz Chmielowski Kołowy Szczyt nazywał „wytworną piramidą”.